# Pierre Nguyễn Soạn
Pierre Nguyễn Soạn (ur. 15 grudnia 1936 w Gò Thị, zm. 8 lipca 2024) – wietnamski duchowny rzymskokatolicki, w latach 1999-2012 biskup Qui Nhơn.

## Życiorys
Święcenia kapłańskie przyjął 21 grudnia 1968. 3 czerwca 1999 został prekonizowany biskupem Qui Nhơn. Sakrę biskupią otrzymał 12 sierpnia 1999. 30 czerwca 2012 przeszedł na emeryturę.